# Holotrichia koraiensis
Holotrichia koraiensis är en skalbaggsart som beskrevs av Siuiti Murayama 1937. Holotrichia koraiensis ingår i släktet Holotrichia och familjen Melolonthidae. Inga underarter finns listade i Catalogue of Life.